# Bart-Reaktion
Die Bart-Reaktion ist eine Namensreaktion in der Organischen Chemie, die 1910 erstmals von Heinrich Bart vorgestellt und nach ihm benannt wurde. Die Reaktion dient der Herstellung aromatischer Arsonsäuren, indem aromatische Diazonium-Verbindungen mit Natriumarsenat umgesetzt werden. Die Reaktionsprodukte finden vor allem Anwendung in der pharmazeutischen Industrie und der Isotopenmarkierung.
Die Bart-Reaktion ist eng mit der Sandmeyer-Reaktion verwandt.

## Übersichtsreaktion
Ein aromatisches Diazoniumsalz 1 reagiert mit Natriumarsenat 2 in Gegenwart einer katalytischen Menge von Kupfer(I)-chlorid zum Dinatriumsalz 3 einer aromatischen Arsonsäure. Als Nebenprodukte entstehen Stickstoff und Natriumchlorid. Anstelle des Kupfersalzes können auch pulverisiertes Silber oder Kupfer verwendet werden.

## Reaktionsmechanismus
Es wird angenommen, dass die Bart-Reaktion nach einem radikalischen Mechanismus verläuft. Dabei wird die Diazoniumverbindung 1 zunächst unter Oxidation von Cu+ zu Cu2+ reduziert. Nach Abspaltung von Stickstoff bildet sich ein Aryl-Radikal 2 welches sich mit Natriumarsenat unter Bildung des Radikals 3 verbindet. Über eine weitere Einelektronenverschiebung wird Cu2+ wieder zu Cu+ reduziert. Unter Abspaltung von Natriumchlorid bildet sich anschließend das Natriumsalz 4 der aromatische Arsensäure.

## Modifikation
Die bekannteste Modifikation der Bart-Reaktion ist die sogenannte Scheller-Modifikation. Bei dieser wird ein aromatisches Amin 1 mit Arsen(III)-chlorid 2 und salpetriger Säure in Gegenwart einer katalytischen Menge von Kupfer(I)-chlorid zu der aromatischen Arsonsäure 3 umgesetzt.